# Кайынды (Жамбылская область)
Кайынды (каз. Қайыңды) — село в Рыскуловском районе Жамбылской области Казахстана. Административный центр Кайындинского сельского округа. Находится примерно в 63 км к западу от районного центра, села Кулан. Код КАТО — 315040100.

## Население
В 1999 году население села составляло 1175 человек (596 мужчин и 579 женщин). По данным переписи 2009 года, в селе проживало 1080 человек (544 мужчины и 536 женщин).